# Шанхайская кухня
Шанхайская кухня (кит. 上海菜, пиньинь Shànghǎi cài, палл. Шанхай цаи) — разновидность китайской кухни, распространённая в Шанхае.

## Основы кухни
Исконно шанхайской кухни не существует. Почти все кулинарные традиции были заимствованы из соседних провинций Цзянсу и Чжэцзян. Но именно в Шанхае эти традиции соединились и образовали шанхайскую кухню, основу которой составляет употребление алкоголя, масла, специй и морепродуктов (рыба, крабы, угри), приготовленных на пару или в сыром виде. Также широко популярно солёное мясо, консервированные овощи и сладкие блюда, среди которых особой популярностью пользуются те, в составе которых есть соевый соус. В Шанхае популярен «красный способ приготовления пищи», заключающийся в том, что в блюдо добавляют много специй, благодаря чему оно приобретает бурый цвет. Шанхайские кулинары предпочитают использовать в готовке свинину, а не любое другое мясо. Свинину часто добавляют в пельмени.

## Деликатесы
- Красная свинина со специями.
- Баоцзы — мягкие булочки из рисовой муки с начинкой. Баоцзы готовят на пару в корзинах из бамбука. Часто это делается прямо на улице. Начинка бывает мясной, овощной и сладкой соевой пастой.
- Вонючий тофу — разновидность тофу, отличающаяся сильным запахом. Готовят на улице.
- Китайский мохнаторукий краб — известнейший деликатес местной кухни, часто употребляющийся с вином.
- Разновидность китайского хлеба. Длинные и прожаренные куски теста. Этот хлеб местные жители едят на завтрак вместе с рисовой кашей или соевым молоком.
- Фунчоза делается из рисовой или бобовой муки. Лапшу подают в супе или отдельно (с грибами или мясом).
- «Столетние яйца» употребляют как закуску к основному блюду.
- Суп хуньтунь с лапшой.
- Китайские новогодние кексы из клейкого риса с капустой или свининой. Поедание этих кексов под новый год шанхайцы считают хорошей приметой.